# Heinrich der Grausame von Österreich
Heinrich von Österreich (Babenberger), genannt „der Grausame“ oder „der Gottlose“ (* 1208; † 29. November 1227/1228) war (Erb-)Herzog von Österreich. Er rebellierte gegen seinen Vater, Herzog Leopold VI. „der Glorreiche“ von Österreich und Steiermark, musste sich diesem jedoch unterwerfen und starb vor seinem Vater.

## Herkunft
Heinrich stammte aus dem Haus der Markgrafen und Herzoge von Österreich, die seit 976 die Marcha Orientalis, die ottonische Mark an der Donau, auch bayrische Ostmark genannt, und später die Herzogtümer Österreich und Steiermark beherrschten. Ein Zusammenhang mit den bayrischen Luitpoldingern ist wahrscheinlich, aber nicht urkundlich nachweisbar. Die Familie ist unter dem Namen „Babenberger“ bekannt, eine Bezeichnung, die – ähnlich wie die „Konradiner“ – erst nach dem Erlöschen der Familie gebräuchlich wurde und nie als Familienname verwendet wurde.
Heinrich war der zweite Sohn des Herzogs Leopold VI. „der Glorreiche“ von Österreich und Steiermark und dessen Gemahlin, Theodora Angelina, Tochter (nach anderen Quellen auch Nichte oder Enkelin) des byzantinischen Kaisers Isaak II. Angelos.
Er war der ältere Bruder von Friedrich II. „der Streitbare“, Herzog von Österreich und Steiermark, der als Letzter seines Hauses 1246 starb.

## Leben
Heinrich war, ähnlich wie sein Vater, als jüngerer Sohn wohl für die geistliche Laufbahn bestimmt gewesen, rückte aber wie dieser durch den Tod seines älteren Bruders zum Thronerben auf, da Leopold 1216 im Alter von neun Jahren durch Sturz von einem Baum verstarb. Unter anderem tritt Heinrich in den Jahren 1224 und 1227 als Zeuge bzw. Mitsiegler in mehreren Urkunden seines Vaters und als Zeuge einer im Jahre 1227 in Donauwörth ausgestellten Urkunde seines Schwagers, Heinrich (VII.) von Hohenstaufen, des römischen Königs und Königs von Sizilien auf, dem Ehemann seiner Schwester Margarete von Österreich, die 1227–1235 römische Königin, 1246 Herzogin von Österreich und 1253–1260 Königin von Böhmen war.
Seine erste Rolle war passiv, als Objekt der Familienpolitik seines Vaters. Herzog Leopold VI. war damals verstärkt auf den mitteldeutschen Raum ausgerichtet. Ein Grund dafür mag darin gelegen sein, dass er dadurch den König von Böhmen, Ottokar I. Přemysl, mit dem laufend Spannungen bestanden, in die Zange nehmen konnte. Schließlich verheiratete er vier seiner Kinder – drei Töchter und auch Heinrich – mit Partnern aus dieser Region. Eine für Heinrich wenig erfreuliche Konsequenz der väterlichen Heiratspolitik war verbunden mit ihrem spektakulärsten Erfolg: der Vermählung seiner Schwester Margarete mit dem römischen König Heinrich VII., dem gewählten Nachfolger des Kaisers Friedrich II. des Heiligen Römischen Reiches, genannt „Stupor mundi“ – „das Staunen der Welt“. Heinrich wurde – in nicht ganz erklärlicher Weise – wegen dieser Ehe gezwungen, auf die Mitgift seiner eigenen Braut Agnes von Thüringen zu verzichten. Dass dies geschah, um die prunkvolle Hochzeit und Aussteuer seiner Schwester zu finanzieren, ist reine Spekulation, jedoch nicht ganz von der Hand zu weisen. Seine Eheschließung fand schließlich als „Doppelhochzeit“ gemeinsam mit der „königlichen“ Hochzeit seiner Schwester in der freien Reichsstadt Nürnberg statt. Trotz großer Pracht und zahlreichen hochrangigen Gästen wurde das Fest von ungewohnten Zwischenfällen überschattet. Der von Kaiser Friedrich II. als Reichsverweser eingesetzte Erzbischof Engelbert I. von Köln, Graf von Berg, wurde kurz vor der Hochzeit in Gevelsberg von seinem Neffen, Graf Friedrich von Isenberg, erschlagen. Auf dem Fest kam es daher zu bewaffneten Streitigkeiten über die Verantwortung für diesen Mord. Nicht genug damit, brach eine Treppe im Schloss ein, wodurch mehrere Gäste zu Tode kamen.
Seine wichtigste – wenn auch unrühmliche – Rolle spielte Heinrich im Zusammenhang mit dem seit langem schwelenden Konflikt zwischen Österreich und Böhmen. Der Anlass hing mit der Eheschließung seiner Schwester Margarete mit König Heinrich VII. zusammen. König Heinrich war zuvor aus strategischen Gründen mit Agnes von Böhmen (* 1211; † 1282), Prinzessin von Böhmen, einer Tochter von König Ottokar I. Přemysl von Böhmen, verlobt worden. Die Braut wurde daher von König Ottokar an den Hof von Herzog Leopold VI. gesandt, um sie in Wien mit der deutschen Sprache vertraut zu machen und um sie auf ihre künftige Rolle als römische Königin und später Kaiserin vorzubereiten. Kaiser Friedrich II. beschloss jedoch überraschend im Jahr 1225, dass König Heinrich nicht Agnes von Böhmen, sondern Margarete von Österreich, eine Tochter Leopolds VI., heiraten solle. Leopold VI. war wohl sehr geehrt, jedoch in der unangenehmen Lage, dem König von Böhmen die von Kaiser Friedrich II. als Schwiegertochter verschmähte Tochter zurückschicken zu müssen, und dies, da nunmehr seine eigene Tochter den Thronerben des Heiligen Römischen Reiches heiraten sollte. König Ottokar I., der dahinter wohl eine Intrige von Herzog Leopold vermutete, war empört. Er suchte und fand jedoch bald eine Gelegenheit, sich für diese Schmach zu rächen. Nachdem Leopold 1226 nach Italien abgereist war, fiel Ottokar mit Streifscharen in Österreich ein und verwüstete das Land nördlich der Donau. Unterstützt wurde er dabei von unerwarteter Seite, nämlich vom österreichischen Erbherzog Heinrich, der sich gegen seinen Vater erhob. Denkbare Motive wären sein Ärger darüber, dass die Mitgift seiner Frau dem kaiserlichen Heiratsprojekt geopfert wurde, die Befürchtung, dass er als Erstgeborener durch eine neuerliche Teilung der Erblande zugunsten seines jüngeren Bruders Friedrich benachteiligt werden könnte, oder schlicht der Wunsch, die Regierung um einige Jahre früher übernehmen zu können.
Der Erfolg dieser gemeinsamen Aktion war sehr beschränkt, da die führenden österreichischen und steirischen Ministerialen Heinrich die Gefolgschaft verweigerten. Dem böhmischen Einfall stellte sich der Landmarschall von Österreich, Heinrich von Kuenring entgegen, der die böhmischen Soldaten aus dem Land vertrieb. Heinrich selbst gelang nur ein bescheidener Erfolg: er konnte seine Mutter aus ihrer Residenz, der Burg von Hainburg, vertreiben. Er konnte jedoch nach Rückkehr seines Vaters dessen militärischem Aufgebot letztlich nicht widerstehen und musste sich unterwerfen. Die Spannungen gegenüber Böhmen sowie innerhalb der Familie blieben jedoch bestehen, obwohl Vater und Sohn 1227 am Hoftag in Donauwörth wieder gemeinsam auftraten.
Während viele österreichische und böhmische Quellen über die Kämpfe mit den Böhmen schweigen, berichten die Cont. Santacruc. I, MGH SS IX, 626 und die Annales S. Ruperti Salisb., MGH SS IX, 783 über den Aufstand Heinrichs und über die Vertreibung seiner Mutter.
Heinrich starb bald darauf während einer gemeinsamen Reise mit seinem Vater in Schwaben 1227/1228.
Die Rebellion gegen den Vater, die Zusammenarbeit mit den feindlichen böhmischen Truppen, die das Land verwüsteten, und die Vertreibung seiner Mutter blieben unvergessen. Als zweieinhalb Jahrhunderte später der berühmte Humanist Ladislaus von Sunthaym 1489 im Auftrag des Abtes von Klosterneuburg eine Genealogie der Babenberger verfasste und sie jeweils mit schmückenden Beinamen versah, fand er für Herzog Heinrich nur die Bezeichnung „Heinrich der Grausame“ oder „Heinrich der Gottlose“ für angemessen.
An Heinrich erinnert jedoch auch sein Grabstein, der sich im Stift Heiligenkreuz in Niederösterreich befindet und der nach Karl Lechner „der bedeutendste spätromanische Grabstein im Bereich babenbergischer Herrschaft“ ist. Dies, da die Figur stilistisch fortgeschritten ist, natürlich bewegt wirkt und bereits gotische Züge zeigt.

## Ehe und Nachkommen
Heinrich heiratete in Nürnberg am 29. November 1225 Agnes Landgräfin von Thüringen (* 1205; † v. 1247). Sie war eine Tochter von Hermann I. Landgraf von Thüringen, seit 1181 Pfalzgraf von Sachsen. Dieser war z. T. in Frankreich, am Hof von König Ludwig VII., erzogen worden und nahm 1197 im Gefolge von König Heinrich VI. an einem (missglückten) Kreuzzug, teil. Er brachte französische Dichtung an seine Residenz, die Wartburg, und war ein großer Förderer der zeitgenössischen Dichter und Sänger. Im Jahr 1206 fand bei ihm angeblich der Sängerkrieg auf der Wartburg statt. Er starb in Gotha, am 25. April 1217.
Agnes war am Dichterhof ihres Vaters auf der Wartburg aufgewachsen, wo mit Wolfram von Eschenbach, Heinrich von Veldeke und Walther von der Vogelweide die berühmtesten Minnesänger ihrer Zeit verkehrten. Sie fand in Wien, am Hof ihres Schwiegervaters Leopold VI., ein ähnlich berühmtes Zentrum des Minnesanges vor und mag wohl zu dessen Entwicklung beigetragen haben.
Statt einer Mitgift brachte sie immerhin das damals sehr wesentliche geistliche Prestige ihrer Verwandtschaft nach Wien, da sie eine Schwester von Ludwig IV. „dem Heiligen“, Landgraf von Thüringen und damit Schwägerin der schon 1235 heiliggesprochenen Elisabeth von Thüringen, einer Tochter des Königs Andreas II. von Ungarn, war.
Früh verwitwet heiratete sie in zweiter Ehe 1229 den Witwer ihrer Schwägerin Agnes von Österreich, Herzog Albrecht I. von Sachsen, Kurfürst und Erzmarschall des Heiligen Römischen Reiches, der 1261 verstarb. Aus der Ehe gingen zwei Töchter hervor.
Aus der Ehe Heinrichs mit Agnes von Thüringen stammt nur eine Tochter:
- Gertrud Herzogin von Österreich und Steiermark, Herzogin von Mödling (* 1226; † 24. April 1288/1299)

Sie war vor allem durch zwei Umstände von Bedeutung:
Durch ihre Weigerung, den gebannten – und um vieles älteren – Kaiser Friedrich II. zu ehelichen, brachte sie 1245 den Königreichsplan ihres Onkels, Herzog Friedrichs des Streitbaren, zu Fall, der gehofft hatte, dass seine Herzogtümer und Ländereien von Friedrich II. zu einem Königreich erhoben werden.
Zugleich war sie nach dem Tod ihres Onkels im Jahr 1246 neben ihrer Tante Margarete von Österreich die zweite Erbin ihres Hauses und dadurch eine gesuchte Heiratskandidatin für Fürsten mit dynastischen Ambitionen auf die Herzogtümer Österreich und Steiermark.
Sie war dreimal verheiratet:
⚭ 1.) 1. April 1246 Vladislav III. Prinz von Böhmen, Markgraf von Mähren, 1246 Herzog von Österreich, Herzog von Schlesien in Oppeln (* v. 1233; † 3. Januar 1247)
⚭ 2.) 1248 Hermann VI. Markgraf von Baden († 4. Oktober 1250)
⚭ 3.) 1252 Roman Fürst von Halitsch, Slonim u. Novogródek, 1251/52 Herzog von Österreich, geschieden 1253 († c. 1260).